# Schlichting
Schlichting település Németországban, Schleswig-Holstein tartományban. Lakosainak száma 241 fő (2023. december 31.).

## Népesség
A település népességének változása:
| Lakosok száma | 298  | 240  | 223  | 237  | 246  | 241  |
|               | 1975 | 2017 | 2019 | 2021 | 2022 | 2023 |